# Ecce Homo (Correggio)
L'Ecce Homo è un dipinto a olio su tavola (99x80 cm) di Correggio, databile al 1526 circa e conservato nella National Gallery di Londra.

## Storia
Le prime due testimonianze riguardanti l'Ecce Homo risalgono agli anni ottanta-novanta del Cinquecento.  La prima è un'incisione  dal dipinto eseguita dal bolognese Agostino Carracci che reca la data 1587 e nell'iscrizione che la accompagna si afferma che l'opera si trovava nella collezione dei nobili Prati di Parma. Questa medesima collocazione è ricordata nel 1657 da Francesco Scannelli. Con ogni probabilità, ma non con assoluta certezza, tale dipinto è proprio quello attualmente alla National Gallery.
La seconda testimonianza, in ordine di tempo, è la citazione encomiastica del letterato fiorentino Francesco Bocchi che nel 1591 ricorda un Ecce Homo del Correggio in casa del nobile fiorentino Francesco Salviati. Ancora presso il Salviati l'opera è citata da un anonimo scrittore toscano del tardo Cinquecento, incline ad apprezzarne l'eccezionale rappresentazione del dolore, sapientemente variata nelle diverse figure della Vergine, della Maddalena e del Cristo. A questa versione, o a una sua ulteriore copia romana, si ispirò Ludovico Cigoli nell'Ecce Homo della Galleria Palatina a Firenze.
L'intenso patetismo del dipinto dovette renderlo particolarmente gradito al clima della Milano borromaica. Il vescovo Carlo Borromeo ne possedeva una copia che fu a sua volta copiata da successivi artisti lombardi, come il Nuvolone.

## Descrizione e stile
Si tratta di un piccolo dipinto destinato alla devozione privata che si impose come modello per tante altre rappresentazioni dello stesso soggetto.
Si tende a datare quest'invenzione ai primi anni venti del Cinquecento quando il Correggio era particolarmente interessato allo studio dei "moti dell'animo" dei personaggi della storia sacra. L'intenso patetismo del volto del Cristo che guarda verso l'osservatore, quasi a implorare la sua pietà, e il gesto retorico di Pilato, il cui sguardo è anch'esso indirizzato all'osservatore, hanno fatto scegliere questo dipinto da John Shearman come un esempio emblematico di un'opera “transitiva”, capace cioè di completarsi solo con la presenza di un osservatore davanti al quadro. A questo ipotetico destinatario sarebbe demandato il ruolo che ebbe la folla dei giudei giunti davanti al palazzo di Pilato allorquando il governatore decise di proporre la condanna di Gesù o di Barabba.
Questo artificio di non rappresentare la folla, favorendo implicitamente la partecipazione emotiva degli osservatori, è finalizzato ad accrescere il portato drammatico della scena a sua volta valorizzato dal teatrale svenimento della Vergine e dal dettaglio, capace di evocare sensazioni uditive, delle unghie della sua mano destra che nello svenimento graffiano il marmo bianco della balaustra. Pittoricamente questa tavola propone una splendente gamma cromatica e un movimentato gioco di ombre: le intersezioni spaziali sono complesse, col fulcro nel magistrale porgersi in avanti delle mani "parlanti" di Gesù.